# Опудало (таксидермія)
Опу́дало, чу́чело — музеєфіковані рештки тварин, штучно створена фігура тварини, яка відтворює форму її тіла.

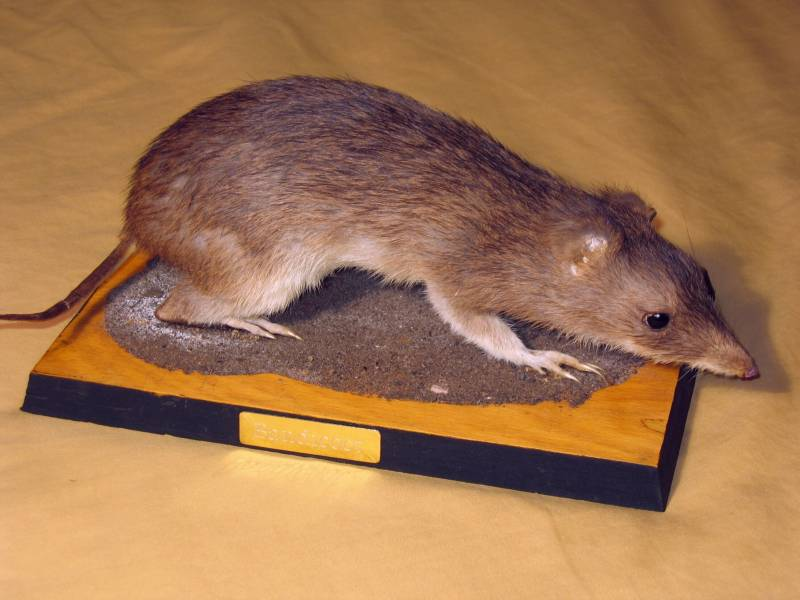
Опудало бандикута («сумчастого борсука»)

Опудала виготовляють таксидермісти — фахівці з музейної справи. Виготовлення опудал — кропітка робота, яка вимагає знань з морфології, анатомії та поведінки тварин. Для виготовлення опудал потрібно мати шкіру тварини з непошкодженими покривами (хутро, пір'я) і череп.
Основу опудала у дрібних і середньорозмірних тварин складає дротяний скелет. Для великих тварин (наприклад, для кабана або оленя) виготовляють потужний каркас з дерева або металевих трубок.
Опудала виготовляють з птахів і ссавців, рідше — з плазунів, та риб (з риб частіше готують муляжі). Виготовлення опудал — кропітка робота, і тому майстри не готують опудала з усього доступного матеріалу. Звичайно для виготовлення опудал йдуть рідкісні мисливські трофеї або загалом рідкісні зразки: унікальні види, унікальні особини та інші об'єкти, які важливо зберегти.
Недавно[слово-паразит][коли?] почали застосовувати рухомі опудала тварин (оленів, сарн і т. д.) під час полювання — як приманки. Тіло такого опудала виготовляють з пластику (піни), на нього натягають справжню, спеціально оброблену шкіру тварини. Окремі частини тіла опудала (голову, хвіст) можна повертати дистанційно за допомогою електромоторів.

## Різноманітні опудала

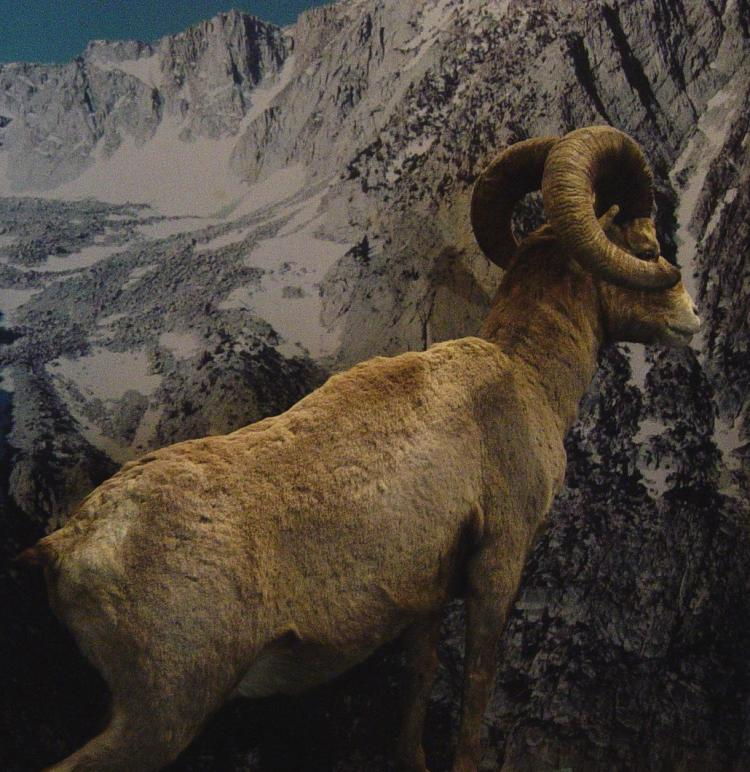
Опудало самця товсторога в туристичному центрі біля оз. Моно
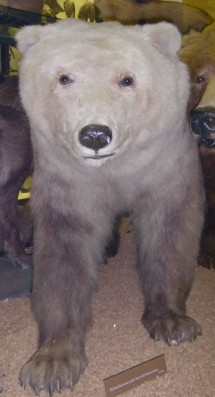
Опудало гібрида білого та бурого ведмедя з Ротшильдівського зоомузею
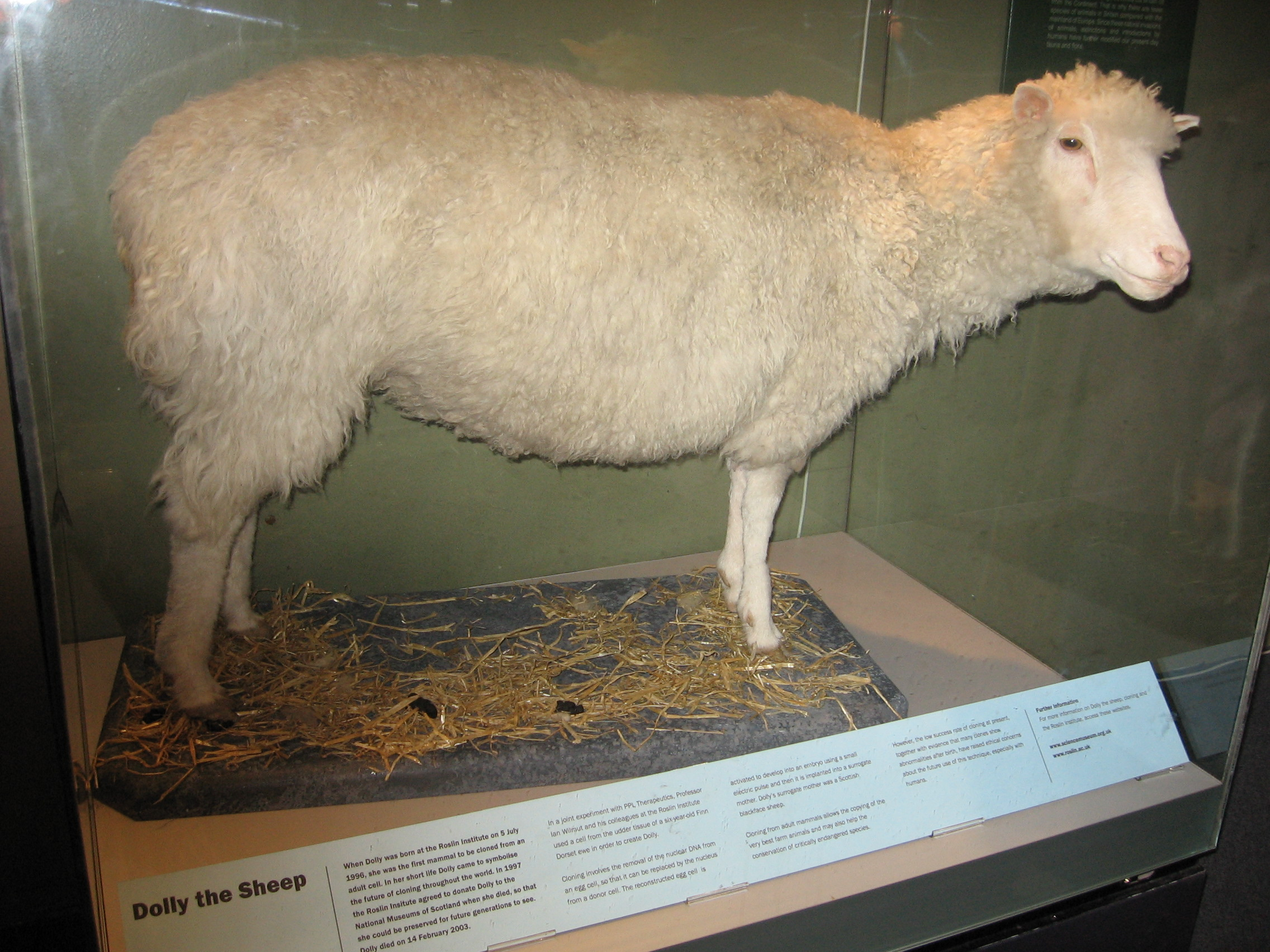
Вівця Доллі: експонат у Шотландському Коровлівському Музеї
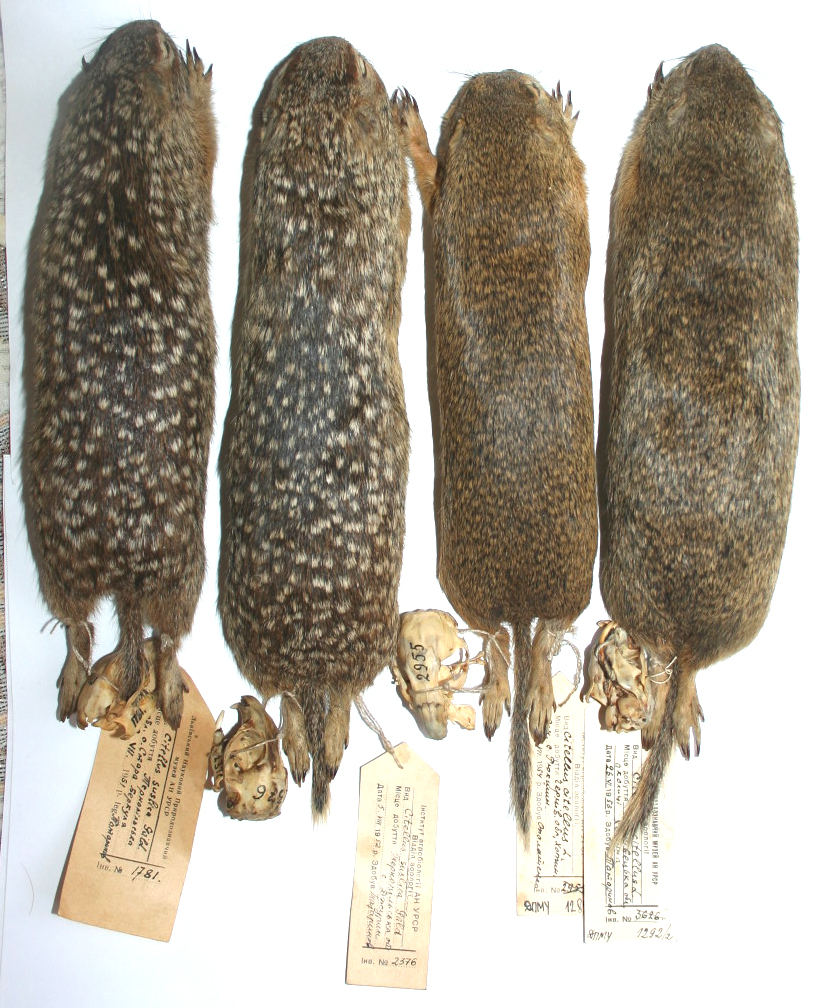
Колекційні зразки ховрахів з фондів Зоомузею Дибовського
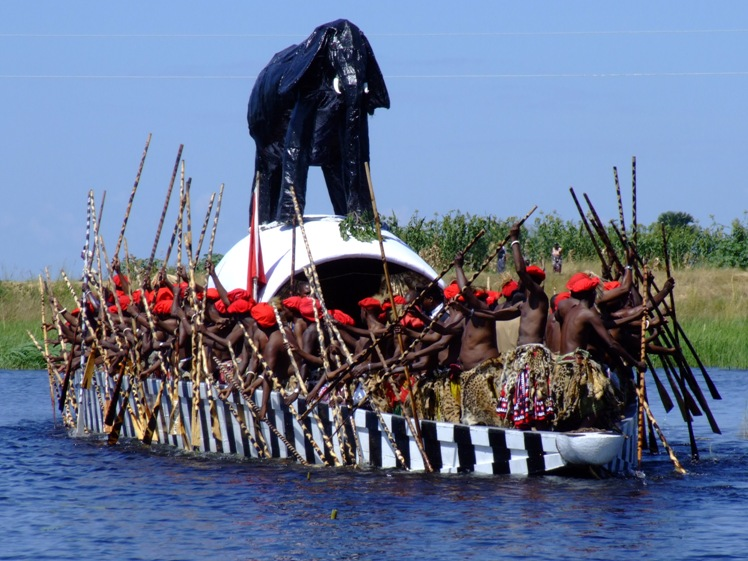
Опудало величезного чорного слона на святі Куомбока
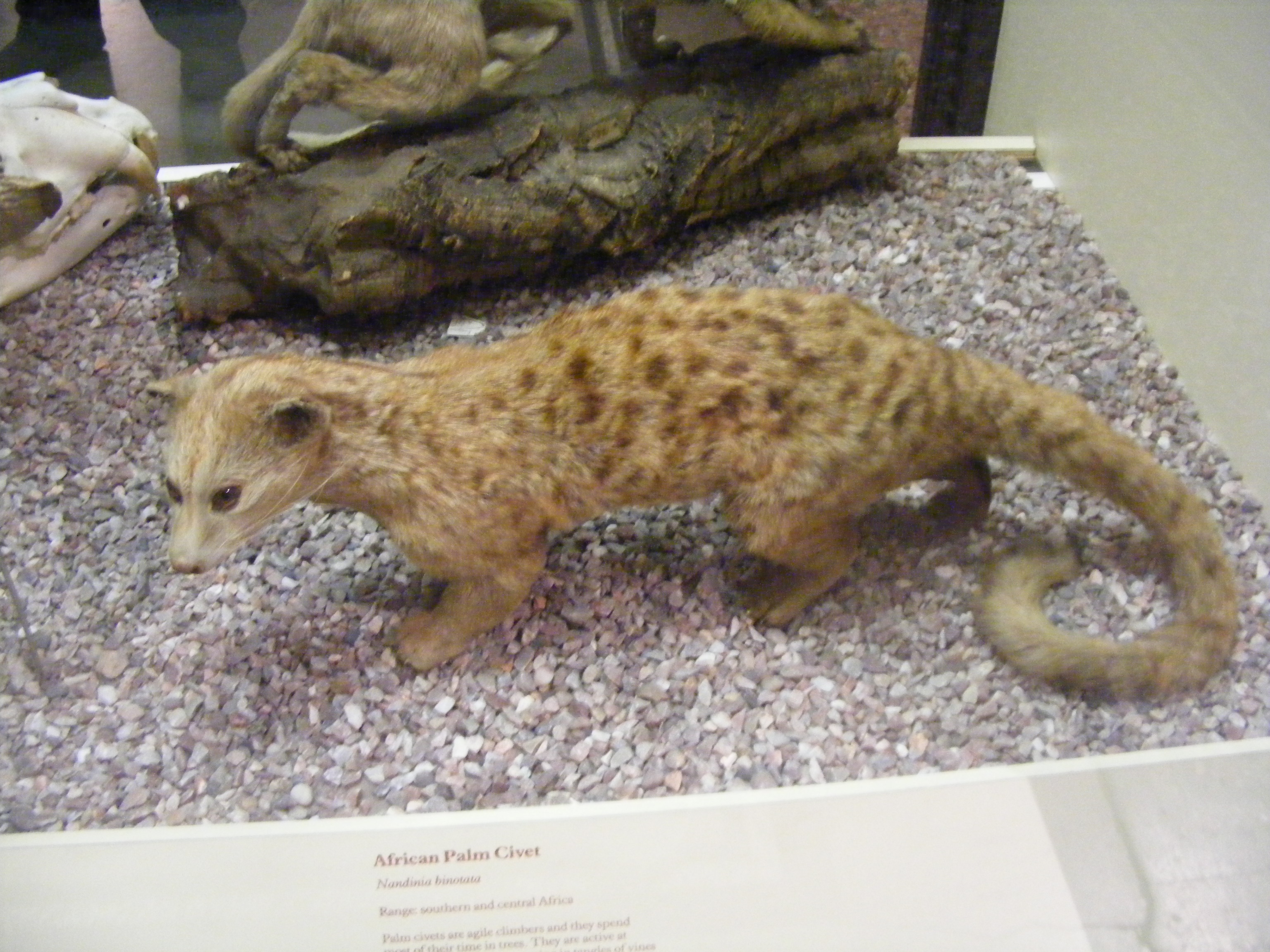
Нандінія - унікальна вівера з колекції зоомузею
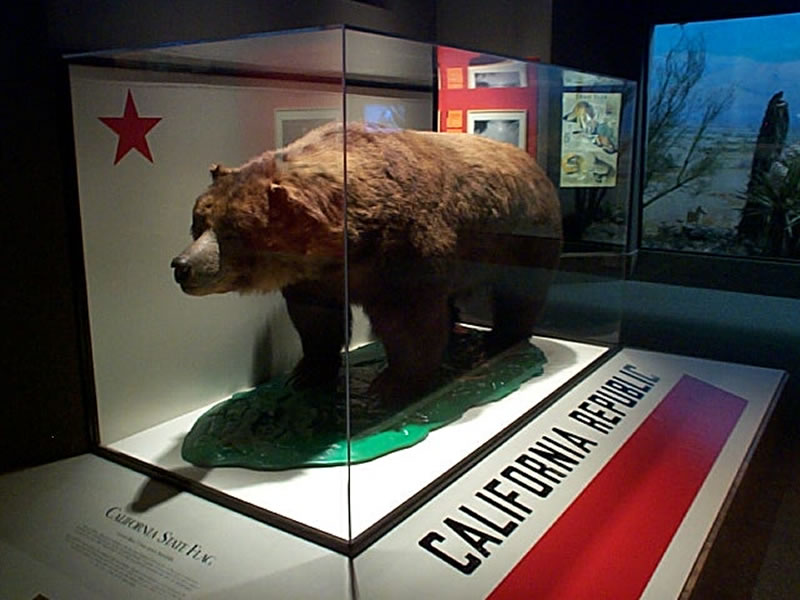
Ведмідь грізлі «Монарх» в макеті прапора Каліфорнії
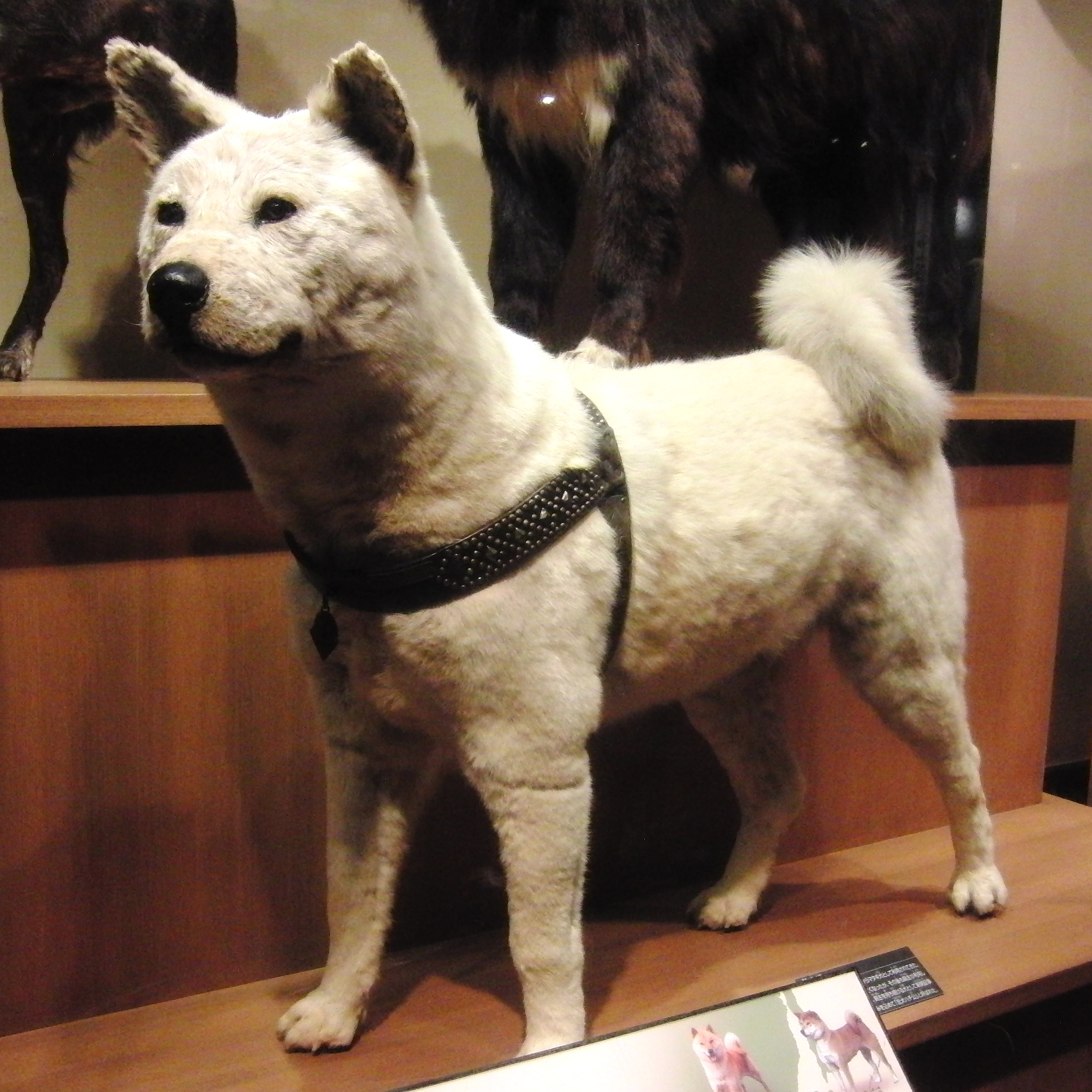
Опудало Хатіко — знаменитого пса, який 7 років чекав господаря.
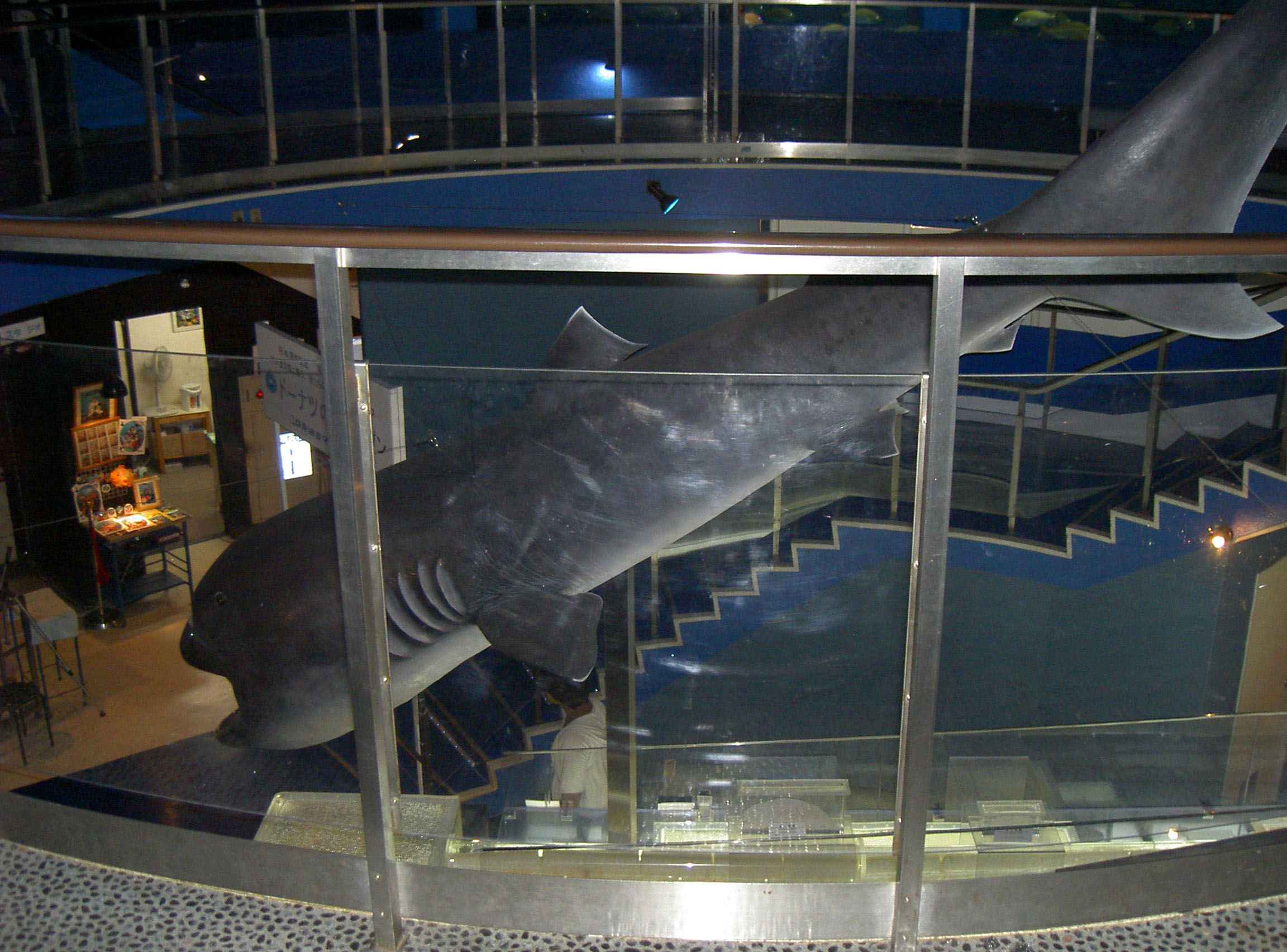
Акула великорота — унікальна істота, відома за 25 особинами